# کرودو
کرودو (به ایتالیایی: Crodo) یک کومونه در ایتالیا است که در استان وربانو-کوزیو-اوسولا واقع شده‌است.

## خصوصیات
کرودو ۶۱٫۸ کیلومترمربع مساحت و ۱٬۴۸۷ نفر جمعیت دارد و ۵۰۸ متر بالاتر از سطح دریا واقع شده‌است.